# Népköztársaság

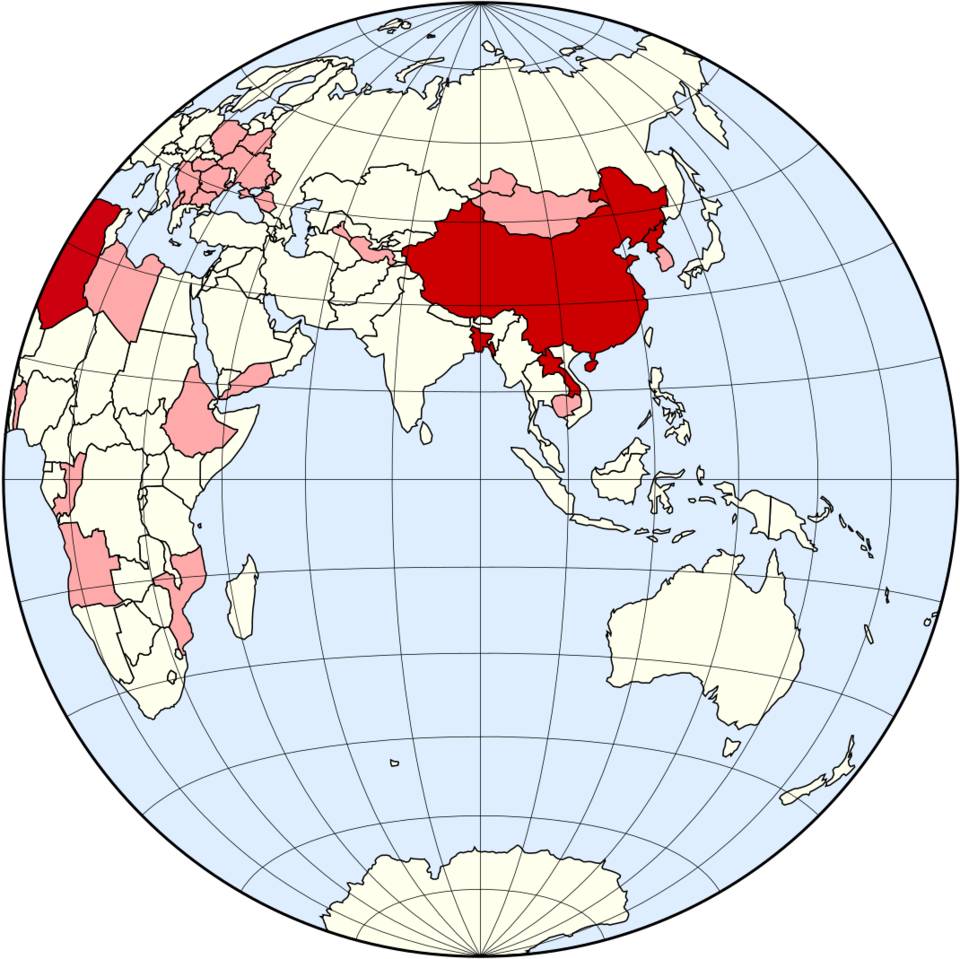
Népköztársaságok:
Napjainkban
Korábban

A népköztársaság a köztársaságok egyik sajátos formája, amelyet jelenlegi vagy korábbi baloldali vagy kommunista vezetésű államok használnak. 
Számos rövid életű szocialista állam alakult az I. világháborút követően, melyek magukat népköztársaságnak nevezték. Ezeknek a nagy részét az egykori Orosz Birodalom romjain hozták létre, melyet elsöpört az 1917-es októberi orosz forradalom. A II. világháborút követően is jöttek létre népköztársaságok, elsősorban a Szovjetunió által vezetett keleti blokk államai tartoztak ide. Jellemző volt rájuk az egypárt-rendszer, a centralizáltság és a szocialista típusú tervgazdaság.
Az elnevezés gyakorlatilag egybefonódott a szocialista államokkal és a marxizmushoz–leninizmushoz ragaszkodó kommunista országokkal, bár a használata nem csak az ilyen jellegű országokra jellemző.

## Marxista–leninista népköztársaságok
A történelem legelső népköztársasága az 1917-es oroszországi forradalmak után alakult. Az Ukrán Népköztársaság három éven keresztül létezett, majd a helyén létrejött az Ukrán Szovjet Szocialista Köztársaság. Ezen kívül az egykori orosz birodalom területén több népköztársaság is formálódott, ilyen volt a Hívai Kánság és a Buharai Emírség területén 1920-ban megalapított Hivai Népi Szovjetköztársaság, illetve a Buharai Népi Szovjetköztársaság. 1921-ben megalakult a Tuvai Népköztársaság, amit 1924-ben a szomszédos Mongol Népköztársaság is követett. A II. világháborút követően a marxista-leninista elmélet fejlődése a népi demokráciák megjelenéséhez vezetett, amely megalapozta a szocializmushoz vezető utat olyan országokban is, ahol korábban többpártrendszer működött. Európában számos kelet-európai ország is ezen az úton indult el, melyek a következők voltak: Albánia, Bulgária, Csehszlovákia, Jugoszlávia, Lengyelország, Magyarország, Románia. Ázsiában Kína és Észak-Korea vált népköztársasággá.
Közülük többen is szocialista államként határozták meg magukat az alkotmányaikban. Az 1960-as években Jugoszlávia és Románia az állam megnevezésében a nép előtagot lecserélte a szocialista jelzőre. Csehszlovákia ugyancsak felvette a szocialista nevet, mivel maga az ország 1948-ban lett népköztársaság, de soha nem használtak hivatalosan ezt a megnevezést. Albánia nevében 1976 és 1991 között mind a szocialista, mind a nép elnevezés benne volt. Nyugaton viszont ezeket az országokat egyszerűen csak kommunista országoknak nevezték, annak ellenére, hogy egyik ország sem tartotta magát kommunistának, mivel a fejlődés szempontjából még nem érték el azt a szintet.
A korábban európaiak által gyarmatosított afrikai és ázsiai országok közül is többen választották a marxista-leninista utat, mint például Angola, Benin, Dél-Jemen, Etiópia, Kambodzsa, Kongó, Laosz, Mozambik. Az 1989-es kelet-közép-európai rendszerváltásokat követően Albánia, Bulgária, Magyarország és Lengyelország, illetve Ázsiában Mongólia elhagyták a népköztársaság megnevezést, mivel úgy gondolták, hogy teljesen egybeforrt a korábbi kommunista vezetéssel. Az államformát egyszerűen köztársaságra változtatták, amelyben a politikai rendszer alapját a liberális demokráciák adják. Nagyjából ugyanabban az időben az afrikai és ázsiai országok többsége is felhagyott a marxista–leninista szellemiséggel, melynek helyét a demokratikus szocializmus, illetve a szociáldemokrácia vette át.

### Marxista–leninista népköztársaságok listája
- Kínai Népköztársaság (1949–)
- Laoszi Népi Demokratikus Köztársaság (1975–)
- Koreai Népi Demokratikus Köztársaság (1948–; szigorúan véve 1948–1960 között, 1960-tól dzsucse, a marxizmus–leninizmus továbbfejlesztett változata)[12][13]
- Albán Népköztársaság (1946–1976), Albán Szocialista Népköztársaság (1976–1991)
- Angolai Népköztársaság (1975–1992)
- Benini Népköztársaság (1975–1990)
- Buharai Népi Szovjetköztársaság (1920–1925)
- Bolgár Népköztársaság (1946–1990)
- Kongói Népköztársaság (1969–1992)
- Etióp Népi Demokratikus Köztársaság (1987–1991)
- Magyar Népköztársaság (1949–1989)
- Kambodzsai Népköztársaság (1979–1989)
- Hivai Népi Szovjetköztársaság (1920–1925)
- Mongol Népköztársaság (1924–1992)
- Mozambiki Népköztársaság (1975–1990)
- Lengyel Népköztársaság (1952–1989)
- Román Népköztársaság (1947–1965)
- Tuvai Népköztársaság (1921–1944)
- Ukrán Népi Szovjetköztársaság (1917–1918)
- Jemeni Népi Demokratikus Köztársaság (1967–1990)
- Jugoszláv Föderatív Népköztársaság (1945–1963)

Marxista–leninista utat követő országok, amelyeknek a nevében nem szerepel(t) a népköztársaság megnevezés:
- Kuba (1959–)
- Vietnámi Szocialista Köztársaság (1975–)
- Csehszlovák Szocialista Köztársaság (1948–1990)
- Jugoszláv Szocialista Szövetségi Köztársaság (1963–1991)
- Német Demokratikus Köztársaság (1949–1990)
- Román Szocialista Köztársaság (1965–1989)
- Szovjet Szocialista Köztársaságok Szövetsége (1922–1991)

## Nem marxista-leninista népköztársaságok
A népköztársaság sok országban az I. világháború utáni szóhasználat szerint többpártrendszerre épülő, általános és titkos választójogon alapuló parlamentáris demokráciát jelentette. A megkülönböztetésnek fontos szerepe volt: Hangsúlyosan kifejezte, hogy a népköztársaság szemben áll az olyan klasszikus nyíltan elitista 19.századi politikai rendszerekkel, ahol csak egy vagyon és iskolai végzettséghez kötött cenzuson és nyílt szavazáson alapuló választás dönthetett a parlament összetételéről, és így az ország politikájáról.
Az I. világháborút követően számos forradalom zajlott le Európa országaiban, melynek eredményeként létrejött néhány rövid életű népköztársaság és ezek nem a bolsevista ideológia szellemiségében formálódtak. Az Orosz Birodalom felbomlása után alakult néhány olyan népköztársaság, mely nem a marxista-leninista szellemiségében született. Ilyen volt Krími Népköztársaság és a Belarusz Népköztársaság vagy a szintén antibolsevik Kubáni Népköztársaság. A kis ideig fennálló Orosz Köztársaságból kivált az Ukrán Népköztársaság is, amely szembehelyezkedett az Ukrán Népi Szovjetköztársasággal.
Az Osztrák–Magyar Monarchia területén 1918-ban kikiáltották a Nyugat-Ukrán Népköztársaságot és megalakult a szintén rövid életű Magyar Népköztársaság is, melyet hamarosan felváltott a Magyarországi Tanácsköztársaság. Az 1918–19-es németországi forradalom hatására jött létre a Bajor Népköztársaság, amely szemben állt a Bajor Tanácsköztársasággal.
Az 1960-as, 1970-es években több egykori gyarmat nyerte el a függetlenségét és közülük nem egy felvette a népköztársaság nevet. Ide tartoztak Algéria, Banglades, Líbia és Zanzibár.
A 2014-ben kirobbant kelet-ukrajnai háború eredményeként létrejött két hivatalosan el nem ismert állam: a Donyecki és a Luganszki Népköztársaság.

### Nem marxista-leninista népköztársaságok listája
A szocializmusra koncentráló államok:
- Algériai Nép Demokratikus Köztársaság (1962–)
- Bangladesi Népköztársaság (1971–)

Hivatalosan el nem ismert államok:
- Donyecki Népköztársaság (2014–)
- Luganszki Népköztársaság (2014–)

Történelmi, már nem létező államok:
- Belarusz Népköztársaság (1918–1919)
- Krími Népköztársaság (1917–1918)
- Magyar Népköztársaság (1918–1919)
- Koreai Népköztársaság (1945–1946)
- Kubáni Népköztársaság (1918–1920)
- Népi Szocialista Líbiai Arab Dzsamahiríja (1977–2011)
- Ukrán Népköztársaság (1917–1921; felváltotta az Ukrán Szovjet Szocialista Köztársaság.)
- Nyugat-Ukrán Népköztársaság (1918–1919; beolvadt az Ukrán Népköztársaságba.)
- Zanzibári Népköztársaság (1963–1964)

## Lásd még
- Köztársaság
- Szövetségi köztársaság
- A gyarmati rendszer felbomlása
- A szocialista államok listája
- Második világ
- Államszocializmus